# Уилям Андерс
Уилям Елисън Андерс (на английски: William Alison Anders) – американски военен летец, астронавт, държавник. От 21 до 27 декември 1968 г. извършил полет в космоса като член на екипажа на космическия кораб „Аполо 8“, първия в историята пилотиран полет към Луната. По-късно преминава на държавна служба, бил посланик на САЩ в Норвегия, заемал ръководни длъжности в големи корпорации. Общият му налет на различни типове летателни апарати е повече от 6000 часа. Продължава да лети на малки витлови самолети. Генерал-майор в оставка.

## Биография
Роден е на 17 октомври 1933 г. в Хонконг в семейството на американски военен. През 1955 г. завършва Военноморската академия на САЩ и получава степента бакалавър. През 1962 г. получава степента магистър по ядрена техника в Технологичния институт на ВВС на САЩ. От 1955 г. служи във ВВС на САЩ.
През 1963 г. е избран за зачислен в отряда на астронавтите на НАСА, Астронавтска група №3.

## Космическа подготовка
Назначен е за дубльор на пилота на мисията Джемини 11 и преминава подготовка за работа в открития космос.
През ноември 1967 г. е назначен за пилот в екипажа на Аполо 9, заедно с Франк Борман и Майкъл Колинс. Програмата на този полет, както и програмата на Аполо 8 с екипаж Джеймс Макдивит, Дейвид Скот и Ръсел Швейкарт, предвиждала изпитания на лунния модул в орбита на Земята. Промяната на сроковете с повече от година е взето решение Аполо 8 да обиколи Луната без лунния модул и с друг екипаж. Междувременно Майкъл Колинс е заменен по медицински причини с Джеймс Ловел
На 21 декември 1968 г. стартира в космоса като пилот на лунния модул (в отсъствието на самия модул) заедно с командира Франк Борман и Джеймс Ловел. Така той става 33-тия човек и 21-вия американец в космоса. Корабът прави 10 обиколки около Луната и се завръща успешно на Земята. Екипажът на кораба са първите хора видели обратната страна на Луната.
След това влиза в състава на дублиращия екипаж на Аполо 11 като пилот на командния модул.
През септември 1969 г. напуска НАСА.

## Професионална и държавна дейност
- от 1969 до 1973 – работи като изпълнителен секретар на Националния Съвет по аеронавтика и изследване на космическото пространство;
- август 1973 – е назначен за член на Комисията по атомна енергия, отговаряща за всички научноизследователски работи по ядрената и неядрена енергетика на САЩ.
- 1973 – назначен е за съпредседател от американска страна на смесената американско-съветска програма по технологичен обмен в областта на делението на атомното ядро и термоядрена енергия.
- януари 1975 – назначен е за първи председател на Комисията по управление на дейностите в областта на атомната енергетика.
- 1976 – назначен е за посланик на САЩ в Норвегия
- 1977 – напуска всички държавни служби.
- през 1976 – 1977 – работи в Американския институт по предприемачество.
- септември 1977 – назначен е за вицепрезидент и главен управляващ отдела за атомна продукция на компанията „Дженерал Електрик“ в Сан Хосе в Калифорния.
- януари 1980 – назначен е за главен управляващ отдела по авиационно оборудване на компанията „Дженерал Електрик“ в Ютика, щата Ню Йорк.
- 1984 – назначен е за изпълнителен вицепрезидент по аерокосмическа техника на компанията „Текстрон“.
- 1986 – назначен е за главен изпълнителен вицепрезидент на компанията „Текстрон“ по основните дейности.
- 1990 – назначен е за вицепрезидент в корпорацията „Дженерал Дайнемикс“
- януари 1991 – избран е за председател и директор-разпоредител в корпорацията „Дженерал Дайнемикс“.
- 1994 – напуска всички постове.
- сега е Президент на Музея на авиационната слава.

## Награди
- медал на ВВС „За изключителни заслуги“
- медал на ВВС „За заслуги“
- медал на НАСА „Медал за изключителна служба“
- на негово име е наречен кратер на Луната.